# Bijan Fateh-Moghadam
Bijan Fateh-Moghadam (* 1970) ist ein deutscher Rechtswissenschaftler. Er ist seit 2016 Professor für Grundlagen des Rechts und Life-Sciences-Recht an der Universität Basel.

## Leben
Fateh-Moghadam nahm 1991 ein Studium der Rechtswissenschaften an der Ludwig-Maximilians-Universität München auf, das er 1997 mit der ersten juristischen Staatsprüfung abschloss. Anschließend absolvierte er ebenfalls in München den Vorbereitungsdienst als Rechtsreferendar und legte 1999 die zweite juristische Staatsprüfung ab. Nach einem zweijährigen Graduiertenkolleg zum Europäischen Persönlichkeitsrechtsschutz war er 2003 bis 2008 wissenschaftlicher Mitarbeiter am Lehrstuhl von Ulrich Schroth und in DFG-Projekten zu den Themen Organspende und -verteilung sowie Paternalismus. Mit einer Dissertation über die Einwilligung in die Lebendorganspende in der deutschen und der englischen Rechtsordnung, die summa cum laude bewertet wurde, promovierte er 2007 an der Juristischen Fakultät der Universität München zum Dr. iur.
Von 2009 bis 2016 war er als Akademischer Rat auf Zeit im Exzellenzcluster „Religion und Politik in den Kulturen der Vormoderne und der Moderne“ der Westfälischen Wilhelms-Universität Münster tätig. Dort habilitierte er 2015 mit einer Arbeit über die religiös-weltanschauliche Neutralität des Strafrechts und erhielt die  Lehrbefugnis für Strafrecht, Strafprozessrecht, Medizinrecht, Rechtsphilosophie, Rechtssoziologie und Rechtsvergleichung. Anschließend vertrat er eine Professur für Strafrecht, Strafprozessrecht und Wirtschaftsstrafrecht an der LMU München.
Seit 2016 ist Fateh-Moghadam Professor für Grundlagen des Rechts und Life Sciences-Recht an der Juristischen Fakultät der Universität Basel. Dort ist er auch Sprecher der Programmleitung des Doktoratsprogramms Recht im Wandel und Ko-Leiter des Forschungsnetzwerks Recht und Religion.

## Schriften (Auswahl)
- Die Einwilligung in die Lebendorganspende. Die Entfaltung des Paternialismusproblems im Horizont differenter Rechtsordnungen am Beispiel Deutschlands und England. München 2008, ISBN 3-406-56490-9.
- mit Stephan Sellmaier und Wilhelm Vossenkuhl (Hg.): Grenzen des Paternalismus. Stuttgart 2010, ISBN 978-3-17-020548-2.
- mit Thomas Gutmann, Michael Neumann und Thomas Weitin: Säkulare Tabus. Die Begründung von Unverfügbarkeit. Berlin 2015, ISBN 978-3-95757-094-9.
- Die religiös-weltanschauliche Neutralität des Strafrechts. Zur strafrechtlichen Beobachtung religiöser Pluralität. Tübingen 2019, ISBN 3-16-153766-1.